# Otto Heuer (Chemiker)
Otto Karl Hermann Heuer (* 8. Juli 1877 in Hecklingen; † 2. April 1960 in Heisterholz bei Minden) war ein deutscher Chemiker, Manager in der Zementindustrie und Unternehmer in der keramischen Industrie.

## Leben
Nach dem Besuch des Gymnasiums arbeitete er praktisch in Ziegeleien und Zementfabriken. Danach nahm er das Studium der Chemie und des Maschinenbaus an der Technischen Hochschule Braunschweig auf. Während seines Studiums wurde er 1898/99 Mitglied der Burschenschaft Thuringia Braunschweig. Später wurde er auch Mitglied der Burschenschaft Cheruskia Breslau.
Von 1902 bis 1905 arbeitete er als Chemiker und Betriebsleiter im Württembergischen Portlandzementwerk in Lauffen am Neckar. Anschließend war er von 1906 bis 1909 Direktor der Dorndorf-Steudnitzer Kalkwerke Dr. M. Frenztel.
Im Jahr 1910 wurde er Direktor und Generaldirektor der Portland-Cement- und Kalkwerke AG Schimischow in Oberschlesien, diese Stellung behielt er bis 1926. Dabei begleitete er die Fusion der Werke in Schimischow mit den Zementwerken in Neukirch an der Katzbach, Giesel und Frauendorf in Schlesien.
Unternehmerisch betätigte er sich mit dem Aufkauf von Aktienpaketen der Zementwerke Groß-Strehlitz und Groschowitz von Grundmann in Oppeln, womit er Gründer des Schlesischen Zementkonzerns wurde.
Mit dem Erwerb der Schütte AG für Tonindustrie in Minden wechselte er in den Bereich der Grobkeramik über. Das Unternehmen produzierte Ende der 1920er Jahre 50 Millionen Klinker und Dachziegel pro Jahr in seinen Werken in Heisterholz (Petershagen), Holtrup und Dehme (Mindener Straße 10, heute Ortsteil von Bad Oeynhausen).
Ende 1929 wurde er Vorstandsvorsitzender der Portland-Cementwerke Heidelberg-Mannheim. Ab März 1934 war er Vorsitzender des Deutschen Zementbundes in Heidelberg.
Weitere Mandate nahm er als Aufsichtsratsmitglied der Excelsior Lebensversicherungs AG in Berlin und der Schlesischen Portland-Cement-Industrie AG wahr.
Heuer trat zum 1. Mai 1933 der NSDAP bei (Mitgliedsnummer 3.447.573) und gehörte zum „Freundeskreis Reichsführer SS“.

## Auszeichnungen
- Ehrensenator der Technischen Hochschule Braunschweig